# Бабакове (Синельниківський район)
Бабакове (до 2016 року — Петрі́вське) — село в Україні, у Васильківській селищній територіальній громаді Синельниківського району Дніпропетровської області.
Населення становить 46 осіб.

## Географія
Село розташоване на заході Синельниківського району. На західному півдні межує з селом Солонці, на сході з селом Катеринівка та на заході з селом Возвратне. Селом протікає пересихаючий струмок з загатою. Поруч проходить автошлях територіального значення Т 0401 та залізниця, на якій розташований пасажирський зупинний пункт Терса за 2 км від села. За 7 км від села знаходиться найближча залізнична станція Письменна.

## Історія
До 2016 року село мало назву Петрівське, в ході виконання Закону України про декомунізацію, село перейменовано в Бабакове. 
12 червня 2020 року, відповідно до розпорядження Кабінету Міністрів України № 709-р від «Про визначення адміністративних центрів та затвердження територій територіальних громад Дніпропетровської області», увійшло до складу Васильківської селищної громади. 
19 липня 2020 року, в результаті адміністративно-територіальної реформи і ліквідації Васильківського району, село увійшло до складу Синельниківського району.

## Населення

### Мова
Розподіл населення за рідною мовою за даними перепису 2001 року:
| Мова            | Кількість | Відсоток |
| --------------- | --------- | -------- |
| українська      | 41        | 89.13%   |
| російська       | 1         | 2.17%    |
| інші/не вказали | 4         | 8.70%    |
| Усього          | 46        | 100%     |